# Nano-ball
Nano-ball, nano-bola (em inglês), é uma técnica que utiliza um veículo em nanoescala,semelhante ao Nanoclew, que contorna as defesas celulares resistentes a tratamento de doenças por substâncias químicas enganando tumores a absorver veneno. Os investigadores da técnica estão a planejando lançar ensaios clínicos em pacientes com câncer em 2017.

## Mecanismo
Em primeiro lugar, numerosas moléculas de hidroxildaunorrubicina são ligados à cadeia de moléculas chamadas polímeros, em seguida, infunde estes polímeros em micropartículas de silício e injeta-se os tumores metastáticos. Em seguida, os nano-balls, fios enrolado em pequenas bolas, cada uma com apenas 20-80 nanômetros de diâmetro, nas partículas de silício se congregam dentro e ao redor do tumor, e lá as partículas lentamente degradam ao longo de 2 a 4 semanas.
Uma vez lá, uma grande parte das Nano-bolas foram carregada internamente para longe da membrana celular para o núcleo. Pesquisadores não sabem exatamente por que as nano-bolas são transportados para o núcleo. A área em volta do núcleo é tipicamente um ambiente mais ácido do que perto da membrana celular, por isso, as ligações químicas entre as moléculas de doxorrubicina e o polímero se dissolvem devido às condições ácidas e liberta a doxorrubicina no local em que a sua potência de morte celular é mais elevada.
Até 50% dos ratos de laboratório portadores de câncer que foram proporcionados o tratamento não mostram sinais de tumores metastáticos 8 meses mais tarde, que, nos seres humanos, é equivalente a estar livre do câncer há 24 anos.